# 恋とマシンガン
「恋とマシンガン」（こいとマシンガン）は、フリッパーズ・ギターの楽曲。1990年5月5日にポリスターより2作目のシングルとして発売された。

## 概要
前作『Friends Again』より約4ヶ月ぶりのリリース。
収録曲の作詞作曲はDouble K.O. Corp.となっているが、実際の作詞者は小沢健二で、作曲者は後述のとおりとなっている。
シングルは、10万枚以上の売上を記録し、オリコンチャートにてトップ20入りを果たした。
発売後、テレビCM等に使用されたほか、他アーティストによってカバーされた。

## 収録曲
1. Young, Alive, in Love/恋とマシンガン
  - TBS系ドラマ『予備校ブギ』主題歌[4]

実際の作曲者は小沢健二[2]。
曲中のスキャットは、1965年公開のイタリア映画『黄金の七人』のテーマ曲のオマージュ。
2. Haircut 100/バスルームで髪を切る100の方法
実際の作曲者は小山田圭吾[2]。

## タイアップ
- TBS系ドラマ『予備校ブギ』主題歌（＃1）
- 日産「日産・マーチ」デビュー篇 CMソング（＃1、アレンジ・バージョン）
- TBS系『あさチャン!』テーマソング[5]（＃1、2015年3月30日 - 2017年3月31日）

## 収録アルバム
恋とマシンガン
- CAMERA TALK
- シングルズ
- フリッパーズ・ギター BEST
- Love Story 〜ドラマティック・ミックス〜[4]
- J-WAVE TOKIO HOT 100 30th ANNIVERSARY HITS J-POP EDITION

バスルームで髪を切る100の方法
- CAMERA TALK
- on PLEASURE BENT

「haircut medley」の1曲目としてキーを下げたライブバージョンを収録。
- シングルズ

## カバー
表題曲「恋とマシンガン」は、以下のアーティストによってカバーされている。
- bird - 2008年に発売のカバー・アルバム『MY LOVE』に収録[6]。
- 水瀬伊織（釘宮理恵） - 2012年に発売の企画アルバム『THE iDOLM@STER ANIM@TION MASTER 生っすかSPECIAL 02』に収録。
- チャラン・ポ・ランタン - 2016年に発売のカバー・アルバム『借りもの協奏』に収録[7]。2018年11月21日に発売された7インチシングル『進め、たまに逃げても』のB面にも収録された[8]。
- 中塚武 - 2013年に発売のアルバム『Lyrics』に収録。日産マーチCMソングとして制作された[9][10]。